# Lise Vogel
Lise Vogel (Nueva York, 1938) es una socióloga feminista e historiadora del arte de los Estados Unidos. Es una teórica marxista-feminista reconocida por ser una de las principales fundadoras de la teoría de la reproducción social. También ha participado en los movimientos por los derechos civiles y por la liberación de las mujeres en organizaciones como el Comité Coordinador Estudiantil No Violento (SNCC) en Misisipi y Bread & Roses en Boston. En su carrera más temprana como historiadora del arte, fue una de las primeras en desarrollar una perspectiva feminista de la Historia del Arte.

## Biografía
Lise Vogel nació en Nueva York. Su padre, Sidney Vogel, fue un médico estadounidense que, durante la guerra civil española, entre 1937 y 1939, se alistó como voluntario en el bando de la República. Criada en los Estados Unidos en una familia de izquierda durante la Guerra Fría, aprendió desde muy joven a pensar críticamente y a cuestionar la manera en que la sociedad funciona.
Se recibió en el Radcliffe College en 1960 y realizó un doctorado en Historia de Arte en la Universidad de Harvard. Mientras realizaba el posgrado, se involucró en los movimientos contra la guerra y por los derechos civiles y trabajó con el Comité Coordinador Estudiantil No Violento (SNCC) en Misisipi entre 1964 y 1965. A fines de la década de 1960, participó en el movimiento de liberación de las mujeres, ubicándose en su ala feminista socialista, y se unió a la organización Bread & Roses en Boston.
Terminó su doctorado en Historia de Arte en 1968 y empezó a enseñar en la Universidad Brown. En su carrera inicial como historiadora del arte, publicó The Column of Antoninus Pius así como algunos de los primeros artículos sobre historia del arte feminista y sobre historia de las mujeres. También brindó cursos en estos temas, lo cual fue una innovación.
En 1976, empezó otro doctorado en la Universidad Brandeis en Sociología, culminando en 1981, dos años antes de publicar su obra más influyente: El marxismo y la opresión de la mujer: hacia una teoría unitaria. Enseñó sociología en la Universidad Rider hasta su jubilación en 2003.

## Temas de investigación
Como historiadora del arte, en su primer doctorado Lise Vogel realizó una investigación sobre la escultura en relieve en el Imperio Romano, publicada en la monografía The Columns of Antoninus Pius y en muchos artículos. También contribuyó a la nueva perspectiva feminista sobre la Historia del Arte.
Al migrar al campo de la sociología, estudió la tradición marxista en relación con la cuestión de la mujer, analizando los textos más relevantes, así como la evolución de las posiciones del movimiento marxista sobre la cuestión de la mujer, e identificando dos legados contradictorios que habían coexistido desde comienzo del marxismo. Además, participó en debates cruciales dentro del feminismo socialista, como el debate sobre el trabajo doméstico y el tema de cómo articular marxismo y feminismo. Tanto la investigación sobre la cuestión de la mujer en el marxismo como el análisis de las obras del feminismo socialista se discuten en el libro El marxismo y la opresión de la mujer: hacia una teoría unitaria, publicado por primera vez en 1983.
Tras la publicación de El marxismo y la opresión de la mujer, continuó trabajando en el desarrollo de la teoría marxista-feminista, enfocándose en la familia, la maternidad, el lugar de trabajo y las políticas de género, entre otros temas. Estudió el estado actual del feminismo, analizando los debates entre las perspectivas de la igualdad y de la diferencia en relación con la licencia por maternidad y otras políticas públicas. Esta investigación se desarrolla principalmente en su libro Mothers on the Job: Maternity Policy in the U.S. Workplace (1993), así como en numerosos artículos, algunos de ellos incluidos en Woman Questions: Essays for a Materialist Feminism (1995).

## Contribuciones a la teoría marxista-feminista

### Una teoría unitaria
Lise Vogel ha arrojado luz sobre el desarrollo del pensamiento marxista acerca de la cuestión de la mujer. Como menciona Johanna Brenner, las feministas —incluida una gran parte de las feministas socialistas— habían asumido comúnmente que “la teoría marxista clásica tenía poco que decir sobre la opresión de las mujeres, y lo poco que tenía que decir estaba equivocado”. Esto llevó a la adopción de una teoría del sistema dual por parte de la mayoría de las feministas socialistas, con dos estructuras autónomas y paralelas de opresión (patriarcado y capitalismo), un enfoque en el que el marxismo, que solo podía explicar la explotación de clase pero no la opresión de las mujeres, tenía que combinarse con el feminismo, una teoría necesaria para explicar la opresión patriarcal de la mujer. Uno de los textos más paradigmáticos e influyentes que sostuvieron este enfoque fue el artículo de Heidi Hartmann The Unhappy Marriage of Marxism and Feminism: Towards a More Progressive Union. Lise Vogel desafía esta visión en su libro El marxismo y la opresión de la mujer, así como en otros artículos, defendiendo una perspectiva unitaria. También tiene un texto en respuesta al artículo de Hartmann en el que argumenta que no hay necesidad de “una nueva síntesis entre marxismo o socialismo y feminismo. Más bien, es la teoría marxista misma la que debe desarrollarse y la práctica socialista la que debe transformarse”.

### Legados marxistas sobre la cuestión de la mujer
En El marxismo y la opresión de la mujer, Vogel revisa los textos más importantes sobre la cuestión de la mujer en el marxismo e identifica dos legados que han convivido: la perspectiva del sistema dual y la perspectiva de la reproducción social. El enfoque del sistema dual entiende la opresión de las mujeres como derivada de “su situación dentro de un sistema autónomo de división sexual del trabajo y supremacía masculina”, viendo la clase y el género como dos estructuras autónomas. La opresión de las mujeres y la opresión de clase se consideran esencialmente independientes y existe la idea implícita de que dos motores impulsan el desarrollo de la historia: la lucha de clases y la lucha de los sexos. Este carácter dual se puede ver, por ejemplo, en el pasaje frecuentemente citado del prefacio de Engels a la primera edición de El origen de la familia, la propiedad privada y el Estado:
“Según la concepción materialista, el factor determinante de la historia es, en última instancia, la producción y la reproducción de la vida inmediata. Pero esta producción y reproducción son de dos clases. Por un lado, la producción de los medios de existencia, de alimentos, de ropa, de vivienda y de las herramientas necesarias para producir todo eso; por otro lado, la producción de los propios seres humanos, la continuación de la especie. La organización social en la que viven las personas en una época histórica en particular y en un país en particular está determinada por ambos tipos de producción: por el grado de desarrollo del trabajo, por un lado, y de la familia, por el otro ”.
Este legado continuó con las obras de August Bebel, Eleanor Marx y Edward Aveling y ha sido heredado por las feministas socialistas del sistema dual.
Por el contrario, Vogel sostiene que la perspectiva de la reproducción social proviene de El capital de Marx y consiste en la idea de que “la opresión de las mujeres tiene sus raíces en la ubicación diferencial de las mujeres dentro de la reproducción social en su conjunto”. Según este enfoque, la lucha de clases sería la dinámica central del desarrollo social, y la característica principal de una sociedad de clases seguiría siendo la apropiación del trabajo excedente por parte de la clase dominante. Sin embargo, esta apropiación requeriría la renovación constante de la clase trabajadora, incluido el relevo generacional, en el que las mujeres juegan un papel vital.
A pesar de situar las raíces de esta perspectiva en El capital de Marx, es importante señalar que Marx no habla de la posición de la mujer, ni menciona el trabajo doméstico o reproductivo, en la sección de El Capital dedicada a la reproducción simple, donde se presenta la idea de reproducción social. Sin embargo, Marx introduce la idea de que la producción capitalista necesita la reproducción constante de los trabajadores a través de la transformación de los medios de subsistencia en fuerza de trabajo. El aporte de Lise Vogel es precisamente situar la opresión de las mujeres y el trabajo doméstico en este esquema, fundando lo que luego se llamaría la teoría de la reproducción social. Sin embargo, ella sostiene que algunos marxistas (menciona a Lenin y a Clara Zetkin) ya habían concebido la cuestión de la mujer desde el punto de vista de la reproducción de la fuerza de trabajo. Por lo tanto, este enfoque también puede considerarse un legado del marxismo. El desarrollo de la perspectiva de la reproducción social (o la teoría de la reproducción social) puede considerarse la principal contribución de Vogel a la teoría marxista-feminista.

### Sobre el debate acerca del trabajo doméstico
En cuanto al debate sobre el trabajo doméstico, Vogel conceptualiza el trabajo doméstico como el trabajo necesario que reproduce la fuerza de trabajo. Ella señala que, como trabajo reproductivo, no produce plusvalor sino solo valor de uso. Por tanto, no encaja en la categoría marxista de trabajo productivo. Ella sostiene que, en cambio, debería situarse en la categoría marxista de trabajo necesario. En sus propias palabras: “El trabajo doméstico es la parte del trabajo necesario que se realiza fuera de la esfera de la producción capitalista. Para que se produzca la reproducción de la fuerza de trabajo, se requieren tanto los componentes domésticos como los sociales del trabajo necesario”.

### Sobre los debates entre los enfoques de la igualdad y de la diferencia
Con respecto a los debates entre los enfoques de la igualdad y de la diferencia y las políticas de género en Estados Unidos, Vogel analiza las posiciones de cada perspectiva y las políticas apoyadas por cada lado. Por un lado, el enfoque de la igualdad sostiene que hombres y mujeres deben ser tratados por igual y, por lo tanto, sostiene que la licencia por maternidad debe regularse como cualquier otra licencia médica, reclamando una licencia con protección laboral disponible para todos los trabajadores temporalmente discapacitados. Por otro lado, el enfoque de la diferencia afirma que se requieren derechos especiales para las mujeres, incluida una protección específica en su licencia por maternidad, para lograr una igualdad real. Vogel argumenta a favor de trascender este debate, proponiendo una perspectiva de neutralidad de género basada en el concepto de diversidad que combina el respeto por las diferencias con el compromiso con la igualdad utilizando normas legales neutrales al género. La idea es que en una sociedad diversa, en la que diferentes individuos o grupos tienen necesidades y responsabilidades especiales, la igualdad es compatible con adaptaciones especiales, pero esto no debe reducirse a la diferencia de género.

## Impacto y críticas
Según Susan Ferguson y David McNally, la única respuesta académica significativa a la primera edición de El marxismo y la opresión de la mujer, que es el libro más importante de Lise Vogel, fue escrita por la feminista socialista Johanna Brenner. Brenner, si bien reconoce el valor de la obra de Vogel, afirma que la perspectiva de la reproducción social no explica la resistencia sistemática de los hombres a la igualdad y no aborda la cuestión de por qué el resultado de la lucha de clases parece derivar casi universalmente en un sistema familiar con los hombres en el poder. También comenta que el enfoque de Vogel, hasta cierto punto, ignora el conflicto entre los intereses de hombres y mujeres, así como las relaciones de poder entre hombres y mujeres de la clase trabajadora.
Otra autora que criticó no específicamente el trabajo de Vogel sino el enfoque de la reproducción social es Himani Bannerji. Bannerji advierte que, debido a la gran influencia que recibe del estructuralismo, esta perspectiva es incapaz de comprender el papel de la subjetividad política. Lo que ella quiere decir es que al prestar atención a las estructuras existentes de la sociedad, las feministas de la reproducción social dejan sin explorar los procesos a través de los cuales estas estructuras llegaron a ser como son, perdiendo el sentido de historia. Además, Bannerji afirma que debido a una lectura economicista de El capital de Marx y también como resultado de su tendencia a la abstracción, las feministas marxistas no prestan suficiente atención a la raza y a la etnia. Ignoran "la especificidad de la explotación diferencial que existe en una organización económica" y, continúa, "ni siquiera funcionalmente aplican las categorías de raza y etnia ni prestan atención a las prácticas racistas para aumentar su comprensión del capital".
Si bien la primera edición de El marxismo y la opresión de la mujer, en 1983, casi no tuvo impacto, después de treinta años, la segunda edición del libro, en 2013, tuvo una recepción muy diferente. Desde la publicación de la segunda edición, Lise Vogel ha sido invitada a dar charlas en todo el mundo y el libro ha tenido muchas reseñas. Ya había sido publicado en turco y chino, pero la segunda edición también fue traducida al alemán y al turco y se están realizando traducciones a otros idiomas. Según Ferguson y McNally, si el trabajo de Vogel no recibió inicialmente la atención que merecía es porque “apareció en un momento de grave desorganización para el movimiento socialista feminista […] [con] el neoliberalismo en la esfera política y la teoría posmoderna en la esfera intelectual”. En contraste, en la década de 2010 surgieron nuevos movimientos anticapitalistas y el interés por la teoría marxista creció nuevamente. Esa es la razón por la que El marxismo y la opresión de la mujer tuvo repercusión recién después de tantos años.

### Libros
- El marxismo y la opresión de la mujer: hacia una teoría unitaria. Brill/Haymarket, 2013 (ampliado a partir de la edición de 1983). Traducido al chino (2009), turco (2015) y alemán (en prensa).
- Woman Questions: Essays for a Materialist Feminism. Routledge y Pluto Press, 1995.
- Mothers on the Job: Maternity Policy in the U.S. Workplace. Rutgers University Press, 1993.
- El marxismo y la opresión de la mujer: hacia una teoría unitaria. Rutgers University Press, 1983; pb., 1987; Pluto Press, 1984.
- The Column of Antoninus Pius. Loeb Classical Monographs. Cambridge: Harvard University Press, 1973.